# Kraftwerk Gebenstorf
Das Kraftwerk Gebenstorf ist ein Laufwasserkraftwerk an der Limmat am Limmatspitz im Gebiet Vogelsang der Gemeinde Gebenstorf im Kanton Aargau. Das Kleinwasserkraftwerk gehört der Firma Hydroelectra AG.

## Geschichte

Kraftwerk Gebenstorf, 1945

Das Wasserkraftwerk der Baumwollspinnerei Limmattal wurde 1861 beim «Limmatspitz» erbaut und nahm mit der Spinnerei 1862 den Betrieb auf. 1873 kaufte der «Spinnereikönig» Heinrich Kunz die Spinnerei. Die stillgelegte Baumwollspinnerei wurde 1899 von der Metallwarenfabrik W. Egloff & Co. in Turgi samt Konzession für das Wasserkraftwerk übernommen und zu einer Fabrik für Beleuchtungskörper umgewandelt, die später in der BAG Broncewarenfabrik Turgi AG aufging. Das zugehörige Kraftwerk wurde 1934 neu erstellt.
Das heute Kraftwerk Gebenstorf genannte Kraftwerk liegt wenige Kilometer westlich von Baden an der Limmat. Am Streichwehr in der Limmat wird das Wasser gefasst und im Kanal durch das ehemalige BAG-Areal zum Maschinenhaus geführt. Der Unterwasserkanal mündet ins Wasserschloss der Schweiz.
Die alte Anlage von 1861 wurde 2001 von der Hydroelectra AG auf den neuesten Stand der Technik gebracht. Die zwei Maschinengruppen wurden mit zwei neuen Kaplan-Turbinen, Generatoren, Rechenreinigungsanlagen und einer neuen Steuerung versehen. Das Streichwehr, der Kanal, das Gebäude und die Schaltanlage von 1934 wurden im historischen Zustand belassen.

## Literatur

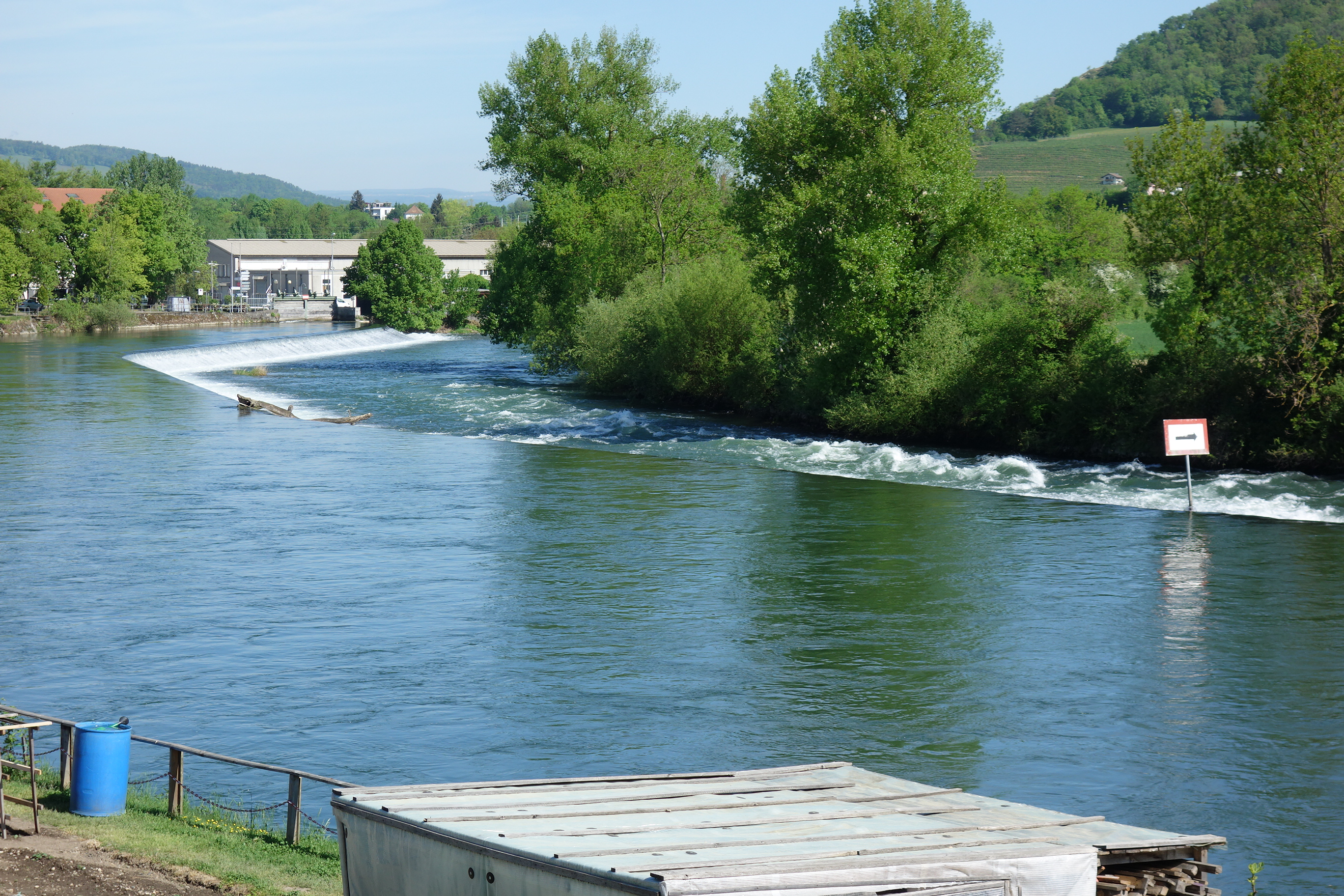
Kraftwerkkanal und Wehr

## Heutige Produktion
Das Kleinkraftwerk hat mit den zwei Kaplan-Turbinen (vertikale Welle, Laufrad und Leitapparat verstellbar) eine installierte Leistung von 0,95 MW und eine mittlere Jahresstromproduktion von 7,3 GWh. Die Wassernutzung beträgt maximal 24 m³/s bei einer Bruttofallhöhe von 4,2 m. Die gewonnene Energie wird ins Stromnetz der AEW Energie eingespeist.